# Fábio Camilo de Brito
Fábio Camilo de Brito (nacido el 6 de junio de 1975) es un exfutbolista brasileño que se desempeñaba como defensa.
Jugó para clubes como el Guarani, Sporting de Lisboa, Bahia, Corinthians, Grêmio, Hertha Berlín, Vitória, Urawa Reds y Coritiba.

## Trayectoria

### Clubes
| Club               | País     | Año         |
| ------------------ | -------- | ----------- |
| Guarani            | Brasil   | 1996 - 1997 |
| Sporting de Lisboa | Portugal | 1997 - 1998 |
| Bahia              | Brasil   | 1998        |
| Corinthians        | Brasil   | 1999        |
| Grêmio             | Brasil   | 2000 - 2001 |
| Hertha Berlín      | Alemania | 2002 - 2003 |
| Vitória            | Brasil   | 2003 - 2004 |
| Urawa Reds         | Japón    | 2004 - 2007 |
| Coritiba           | Brasil   | 2008 - 2009 |
| Juventude          | Brasil   | 2009        |
| Bragantino         | Brasil   | 2010        |
| Grêmio Osasco      | Brasil   | 2011        |
| União              | Brasil   | 2011 - 2012 |